# Funeral in Berlin
Funeral in Berlin is een Brits-Amerikaanse thriller uit 1966 onder regie van Guy Hamilton. Het scenario is gebaseerd op de gelijknamige roman uit 1964 van de Britse auteur Len Deighton.

## Verhaal
Een Russische officier in Berlijn geeft te kennen dat hij wil overlopen naar het westen. De Britse spion Harry Palmer moet zijn ontsnapping in orde brengen. Wanneer hij aankomt in Berlijn, blijkt de zaak veel ingewikkelder dan hij dacht...

## Rolverdeling
| Acteur           | Personage      |
| ---------------- | -------------- |
| Michael Caine    | Harry Palmer   |
| Paul Hubschmid   | Johnny Vulkan  |
| Oskar Homolka    | Kolonel Stok   |
| Eva Renzi        | Samantha Steel |
| Guy Doleman      | Ross           |
| Hugh Burden      | Hallam         |
| Heinz Schubert   | Aaron Levine   |
| Wolfgang Völz    | Werner         |
| Thomas Holtzmann | Reinhardt      |
| Günter Meisner   | Kreutzman      |
| Herbert Fux      | Artur          |
| Rainer Brandt    | Benjamin       |
| Rachel Gurney    | Mevrouw Ross   |
| John Abineri     | Rukel          |
| David Glover     | Chico          |
| Marthe Keller    | Brigit         |